# René Carol
René Carol (11 de abril de 1920 - 9 de abril de 1978) fue un cantante alemán, especializado en el género Schlager y activo en los años 1950 y en los 1960.

## Biografía
Nacido en Berlín, Alemania, su verdadero nombre era Gerhard Tschierschnitz. Hijo de un fabricante de herramientas de Berlín, en un principio pensaba hacerse ingeniero. Por ello inició un aprendizaje de mecánica con Telefunken en Berlín, y a los 14 años de edad fue cantante en una fiesta de la empresa. Tras el estallido de la Segunda Guerra Mundial fue reclutado por la Luftwaffe, y en esos años hizo sus primeras actuaciones, en las que parodiaba a Theo Lingen y Hans Moser. Finalizada la contienda fue capturado por los franceses, y tras ser liberado fue a París. En dicha ciudad trabajó en bares y clubes, y utilizó el nombre de René Carol, en recuerdo de Martine Carol.
En 1946 consiguió volver a Alemania, instalándose en un inicio en Hamburgo. Ya en su país, llamó la atención de Kurt Feltz, descubridor de muchas estrellas del pop alemán de los años 1950. La producción de Kurt Feltz Maria aus Bahia fue el primer disco en solitario de Carol, iniciando así una larga carrera como cantante, solo detenida por la moda Beat de mediados de la década de 1960. En 1953 René Carol vendió alrededor de medio millón de copias de Rote Rosen, rote Lippen, roter Wein, ganando el premio disco de oro alemán. Consiguió su último gran éxito en la primavera de 1960 con Kein Land kann schöner sein, con el que alcanzó el tercer puesto de las listas de ventas.
Cuando su popularidad empezó a decaer, su esposa y mánager, Margit Sander, consiguió que actuara en conciertos y en giras. A partir de los años 1960 René Carol pasó más tiempo en Norteamérica, donde dio conciertos para un entusiasta público formado por estadounidenses y canadienses de origen alemán. Especialmente para sus seguidores americanos, Carol lanzó Heimweh-nach-Deutschland-Themen, que no tuvo una gran respuesta. El último tema de Carol en llegar a la lista de éxitos alemana fue Bianca Rosa, que alcanzó el número 44. Gracias a una gira por Holanda la canción se hizo allí conocida, llegando al número diez de las listas holandesas y convirtiéndose en el tema favorito de la Reina Juliana.
René Carol falleció en 1978, dos días antes de cumplir los 58 años de edad, en Minden, Alemania, a causa de un cáncer de colon. Fue enterrado allí en un principio. Su viuda, natural de Lüdenscheid, volvió a su ciudad natal, enterrando en el cementerio de dicha localidad a su marido.

## Discografía
Título, año, número en listas (todos de Polydor)
| - Maria aus Bahia, 1948, desconocido. - Sarina, 20 de abril de 1950, Philips PH 4003a - Mandolino, Mandolino, 20 de abril de 1950, Philips PH 4003b - La-le-lu, 1951 (con Lonny Kellner) - Im Hafen von Adano, 1951 (con Lonny Kellner) - Rote Rosen, Rote Lippen, Roter Wein, 1953 - Bella, Bella Donna, 1953, desconocido. - Es blüht eine weisse Lilie, 1953, desconocido. - Kein Land kann schöner sein, 1960, 3. - Das Schiff deiner Sehnsucht, 1960, 22. | - Mitten im Meer, 1960, 14. - Hafenmarie, 1961, 25. - Ein Vagabundenherz, 1961, 25. - Der rote Wein, 1962, 37. - Das macht der Sonnenschein, 1962 - Prinzessin Sonnenschein, 1963, 37. - Bianca Rosa, 1964, 44. - Wenn einmal in fernen Tagen, 1967 - Sie war meine Marianne, 1971 - Liebe und Wein, 1972 |

## CD
- Rote Rosen, rote Lippen, roter Wein (Bear Family)
- Kein Land kann schöner sein (Bear Family)
- Liebe und Wein (Bear Family)
- Erinnerungen (RV Musik)
- Glocken der Liebe (Laserlight)

## Selección de su filmografía
- 1950: Symphonie einer Weltstadt[5]
- 1953: Südliche Nächte
- 1957: Die Beine von Dolores